# Acer argutum
Acer argutum é uma espécie de árvore do gênero Acer, pertencente à família Aceraceae.